# 白胸鰭刺尾魚
白胸鰭刺尾魚（學名：Acanthurus albipectoralis）為輻鰭魚綱鱸形目刺尾魚亞目刺尾魚科的其中一個種，於1987年由 Gerald R. Allen和Anthony Michael Ayling首次正式描述，其模式產地為昆士蘭州大堡礁的斯溫礁 (Swain Reef)。

## 分布
本魚分布於西太平洋區，包括東加至珊瑚海間的海域。

## 深度
水深5至20公尺。

## 特徵
本魚體呈橢圓形而側扁。口小，端位，上下頜各具一列扁平齒，齒固定不可動，齒緣具缺刻。體色從淡的藍灰色到深褐色。胸鰭外部及尾鰭具有白色邊緣，尾鰭呈新月形，背鰭硬棘8至9枚；背鰭軟條22至23枚；臀鰭硬棘2至3枚；臀鰭軟條18至31枚，體長可達33公分。

## 生態
本魚棲息在外海的礁坡，獨居性或成小群活動，屬草食性，以藻類為食。